# Shout Out Louds

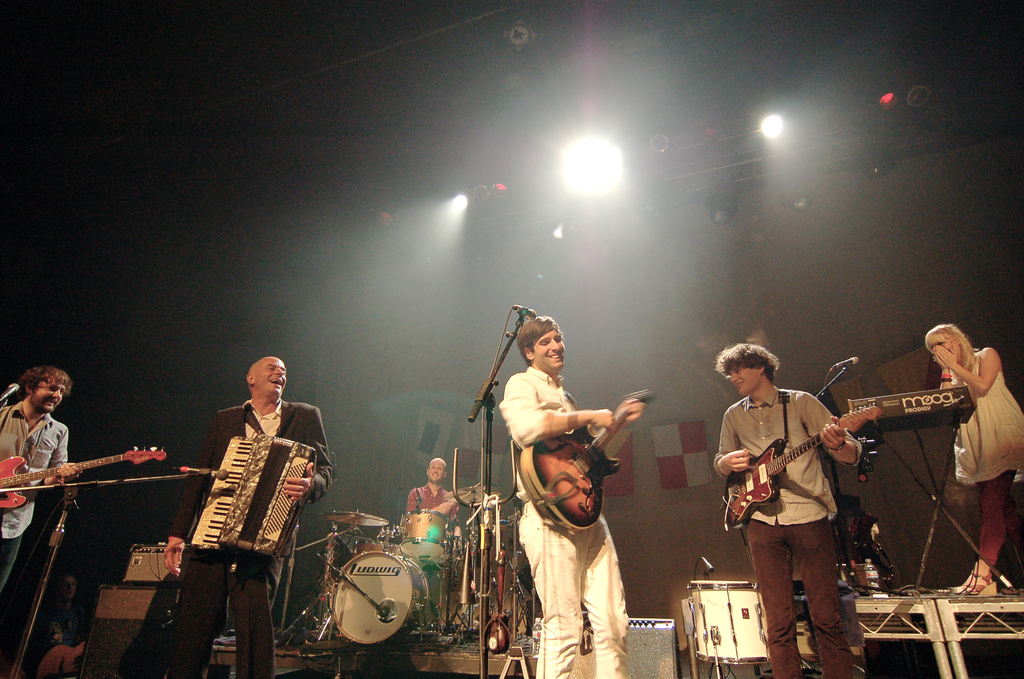
Shout Out Louds

Shout Out Louds is een Zweedse indierockband uit Stockholm. De band ontstond in 2001 en heette toen Luca Brasi, maar deze naam bleek reeds door een andere band te worden gebruikt. Alle leden van de band zijn jeugdvrienden.

## Geschiedenis
In 2003 werd in Scandinavië het album Howl Howl Gaff Gaff uitgebracht. Het album staat vol met folkachtige indierock. De band toert daarna succesvol door Zweden en de rest van Scandinavië. Vervolgens trekt de band naar Amerika, waar ze in New York door een grote platenfirma (Capitol Records) worden ontdekt. Het geluid van de Shout out Louds doet namelijk Amerikaans aan. Vaak worden ook vergelijkingen gemaakt met The Cure omdat de stem van de zanger Adam Olenius gelijkenis vertoont met de stem van Robert Smith. Nadat ze een platencontract hebben getekend, ligt de wereld aan hun voeten. Ze treden onder andere op in de shows van David Letterman en Jay Leno. In 2005 verschijnt hun debuutalbum ook in Noord-Amerika en Japan. Later dat jaar komt het album ook in Nederland in de winkel. In 2006 wordt er veel opgetreden en spelen ze bijvoorbeeld op het festival van Roskilde.
In het najaar van 2006 wordt in Stockholm gewerkt aan de opvolger Our Ill Wills. Dit album verschijnt in 2007 en zet de lijn van Howl Howl Gaff Gaff door. Our Ill Wills is echter wel wat somberder van toon. Het album wordt geproduceerd door Björn Yttling. Ook in 2007 wordt weer veel opgetreden. In de zomer van 2007 worden vele Europese festivals aangedaan (onder andere op Haldern Pop bij Nijmegen), in het najaar van 2007 trekken de Shout Out Louds door Duitsland, Zweden, Australië en weer naar Amerika. Ook in 2008 wordt weer actief opgetreden. Op 14 april 2008 wordt er opgetreden in Paradiso te Amsterdam.
Het 3e album Work wordt in 2010 uitgebracht. Dit album wordt in de herfst van 2009 opgenomen in Seattle en afgemaakt in Stockholm. Work wordt geproduceerd door de amerikaan Phil Ek die eerder produceerde voor bands als Built To Spill, The Shins en Fleet Foxes. Het album is betrekkelijk sober en klinkt kaler dan de vorige 2 albums. In 2012 werken de bandleden afzonderlijk aan materiaal voor een nieuwe album. Eind 2012 wordt het aangeleverde materiaal in Stockholm bewerkt tot nieuwe songs. Het resultaat verschijnt in februari 2013 op het album Optica.
In 2017 verschijnt het album Ease my Mind. Zoals de titel al suggereert bevat dit album vooral rustige, dromerige muziek.

## Bandleden
- Adam Olenius - zang, gitaar
- Ted Malmros - bas, percussie
- Carl von Arbin - gitaar
- Eric Edman - drums
- Bebban Stenborg - keyboards, accordeon, glockenspiel, moog

## Discografie

### Albums
- 2003 - Howl Howl Gaff Gaff (Scandinavië)
- 2005 - Howl Howl Gaff Gaff (Internationaal)
- 2007 - Our Ill Wills
- 2010 - Work
- 2013 - Optica
- 2017 - Ease my Mind

### Ep's
- 2003 - 100°
- 2004 - Oh, Sweetheart
- 2004 - Very Loud
- 2006 - The Combines (Remixes)

### Singles
- 2003 - Hurry UP Let's Go
- 2003 - Shut Your Eyes
- 2004 - Please Please Please
- 2004 - Very Loud / Wish I Was Dead
- 2005 - The Comeback
- 2006 - Please Please Please
- 2007 - Tonight I Have To Leave It
- 2008 - Impossible
- 2010 - Walls / Fall Hard
- 2012 - Blue Ice
- 2013 - Walking in Your Footsteps
- 2013 - Illusions
- 2017 - Oh Oh
- 2017 - Oh Oh (Pt.2)
- 2017 - Jumbo Jet
- 2017 - Porcelain